# Saint-Clémentin
Pour les articles homonymes, voir Clémentin.
Saint-Clémentin est une ancienne commune française, située dans le département des Deux-Sèvres en région Nouvelle-Aquitaine.
Le 1er janvier 2013, elle est devenue une commune déléguée de la commune nouvelle de Voulmentin dont elle est le chef-lieu,.

## Géographie
Saint-Clémentin est situé dans le Nord du département des Deux-Sèvres à douze ou treize kilomètres de Bressuire.

## Politique et administration

### Liste des maires
| Période   | Période       | Identité        | Étiquette | Qualité     |
| --------- | ------------- | --------------- | --------- | ----------- |
| 1975?     | 1989          | André Renaud    | SE        | Instituteur |
| mars 2001 | mars 2008     | Marius Fiolleau |           |             |
| mars 2008 | décembre 2012 | Martine Chargé  |           |             |

## Population et société

### Démographie
L'évolution du nombre d'habitants est connue à travers les recensements de la population effectués dans la commune depuis 1793. À partir du 1er janvier 2009, les populations légales des communes sont publiées annuellement dans le cadre d'un recensement qui repose désormais sur une collecte d'information annuelle, concernant successivement tous les territoires communaux au cours d'une période de cinq ans. 
Pour les communes de moins de 10 000 habitants, une enquête de recensement portant sur toute la population est réalisée tous les cinq ans, les populations légales des années intermédiaires étant quant à elles estimées par interpolation ou extrapolation. Pour la commune, le premier recensement exhaustif entrant dans le cadre du nouveau dispositif a été réalisé en 2005,.
En 2010, la commune comptait 516 habitants, en évolution de −3,37 % par rapport à 2005 (Deux-Sèvres : +1,97 %, France hors Mayotte : +2,49 %).
| 1793  | 1800 | 1806 | 1821 | 1831 | 1836 | 1841 | 1846 | 1851 |
| ----- | ---- | ---- | ---- | ---- | ---- | ---- | ---- | ---- |
| 1 200 | 311  | 405  | 690  | 710  | 704  | 715  | 742  | 742  |

| 1856 | 1861 | 1866 | 1872 | 1876 | 1881 | 1886 | 1891 | 1896 |
| ---- | ---- | ---- | ---- | ---- | ---- | ---- | ---- | ---- |
| 760  | 795  | 739  | 747  | 787  | 839  | 834  | 874  | 850  |

| 1901 | 1906 | 1911 | 1921 | 1926 | 1931 | 1936 | 1946 | 1954 |
| ---- | ---- | ---- | ---- | ---- | ---- | ---- | ---- | ---- |
| 798  | 774  | 763  | 682  | 628  | 638  | 631  | 663  | 688  |

| 1962 | 1968 | 1975 | 1982 | 1990 | 1999 | 2005 | 2010 | - |
| ---- | ---- | ---- | ---- | ---- | ---- | ---- | ---- | - |
| 707  | 670  | 605  | 516  | 506  | 501  | 534  | 516  | - |

## Économie
- Exploitations agricoles.

## Culture locale et patrimoine

### Lieux et monuments
- La chapelle des Rosiers

Classée aux monuments historiques en 1994, la chapelle et le chœur datent du XVIe siècle, sa nef étant peut être antérieure (XIIIe siècle).
Cette chapelle est précédée par un auvent fermé par un muret. Au pied du chevet se trouve une fontaine, également classée.
Une nouvelle cloche, baptisée Marie Madeleine en l'honneur de Marie-Madeleine Davy, a été inaugurée en septembre 2005 ;
- L'église Saint-Clémentin et ancien prieuré : clocher, porche, portail, flèche ont été inscrits en 1989 aux monuments historiques[9] ;
- La chapelle Saint-Ouen.

### Personnalités liées à la commune
- Marie-Madeleine Davy (1903-1998), historienne et philosophe.